# Apeadeiro de Zibreira
O apeadeiro de Zibreira, igualmente denominado de Zibreira-Gozundeira, é uma gare da Linha do Oeste, que serve as localidades de Zibreira da Fé e de Gozundeira, no concelho de Sobral de Monte Agraço, em Portugal.

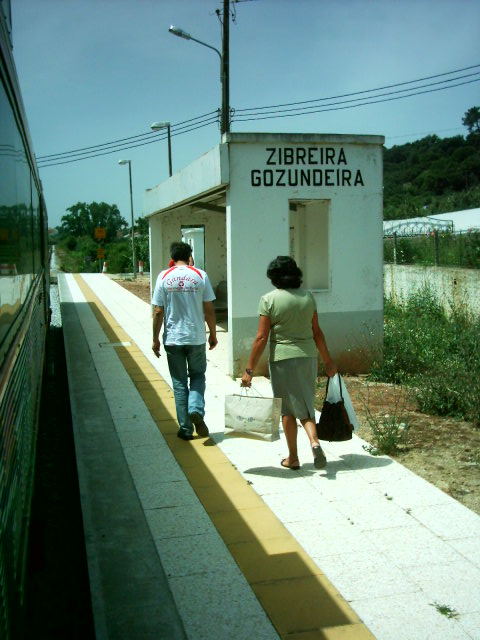
Passageiros no apeadeiro de Zibreira, em 2008.

## Descrição

### Localização e acessos
Esta interface situa-se no limite sudeste do aglomerado populacional da localidade nominal secundária (Gozundeira), distando pouco mais de cem metros do seu centro (Capela Purif.); já a localidade nominal primária (Zibreira), ainda que distante do apeadeiro apenas 666 m em linha reta, fica a quase dois quilómetros em trajeto viário.
Neste local a Linha do Oeste segue paralela ao Rio Sizandro, entre Sapataria e Torres Vedras, num troço de 18 km.

### Infraestrutura
Como apeadeiro de uma linha em via única, esta interface tem uma só plataforma, que tem 80 m de comprimento e 90 cm de altura, e se situa do lado norte da via (lado esquerdo do sentido ascendente, para Figueira da Foz).

### Serviços
Em dados de 2023, esta interface é servida por comboios de passageiros da C.P. de tipo regional, tipicamente com sete circulações diárias em cada sentido entre Lisboa - Santa Apolónia ou Mira Sintra - Meleças e Caldas da Rainha ou Coimbra-B ou Figueira da Foz.

## História

### Século XIX
Esta interface situa-se no troço entre as estações de Agualva-Cacém e Torres Vedras, que foi aberto à exploração em 21 de Maio de 1887, pela Companhia Real dos Caminhos de Ferro Portugueses.

### Século XX
Até 1984, esta interface tinha a classificação de paragem, surgindo como apeadeiro a partir do ano seguinte.

### Século XXI

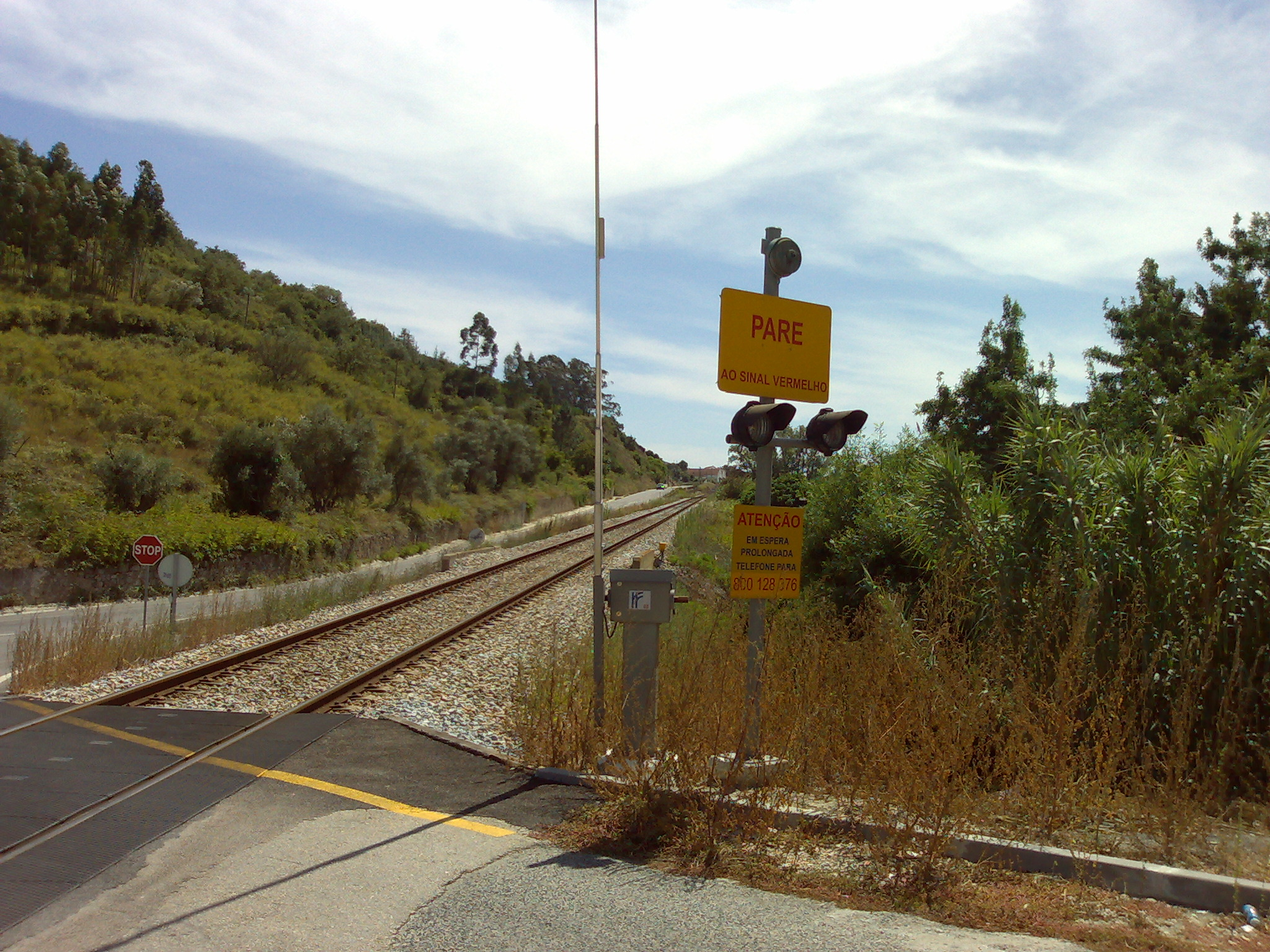
Contígua ao apeadeiro, uma das passagens de nível a manter

Nos finais da década de 2010 foi finalmente aprovada a modernização e eletrificação da Linha do Oeste; no âmbito do projeto de 2018 para o troço a sul das Caldas da Rainha, o Apeadeiro de Zibreira irá ser alvo de remodelação a nível das plataformas e respetivo equipamento; será mantida a passagem inferior existente (ao PK 50+477, com estradão vicinal) bem como as passagens de nível próximas à estação: duas rodoviárias (aos PK 50+514 e PK 49+889) e uma pedonal (ao PK 49+538), que será automatizada.